# George Berkeley
George Berkeley (Inglés británico:/ˈbɑː.kli/; Inglés irlandés: /ˈbɑɹ.kli/) (Dysert, Irlanda, 12 de marzo de 1685-Cloyne, id., 14 de enero de 1753), también conocido como el obispo  Berkeley fue un filósofo irlandés muy influyente cuyo principal aporte fue el desarrollo de la filosofía empirista radical conocida como inmaterialismo (también llamada convencionalmente "idealismo subjetivo", aunque Berkeley mismo no utilizaba este nombre), el cual negaba la realidad de abstracciones como la sustancia material. Escribió un gran número de obras, entre las que se pueden destacar el Tratado sobre los principios del conocimiento humano (1710) y Los tres diálogos entre Hylas y Philonus (1713) (Philonus, el «amante de la mente», representa a Berkeley, e Hylas, que toma su nombre de la antigua palabra griega para designar a la materia, representa el pensamiento de Locke). En 1734 publicó El analista, una crítica a los fundamentos de la ciencia, que fue muy influyente en el desarrollo de la matemática.
La ciudad de Berkeley, California toma su nombre de este filósofo, en cuyo honor fue denominada la universidad en torno a la que creció.
También han tomado su nombre una residencia universitaria de la Universidad de Yale y la biblioteca del Trinity College de Dublín.
En 1709, Berkeley publicó su primera obra importante, Un ensayo hacia una nueva teoría de la visión, en la que discutía las limitaciones de la visión humana y avanzaba la teoría de que los objetos propios de la vista no son los objetos materiales, sino la luz y el color. Esto prefiguró su principal obra filosófica, Tratado sobre los principios del conocimiento humano, de 1710, que, tras su mala acogida, reescribió en forma de diálogo y publicó bajo el título Tres diálogos entre Hylas y Philonous en 1713. En este libro, los puntos de vista de Berkeley estaban representados por Philonous (griego: "amante de la mente"), mientras que Hylas ("hyle", griego: "materia") encarna a los oponentes del pensador irlandés, en particular John Locke.
Berkeley argumentó en contra de la doctrina de Isaac Newton del «espacio y tiempo absolutos» y del movimiento en De Motu (Sobre el movimiento), publicado en 1721. Sus argumentos fueron precursores de las opiniones de Ernst Mach y Albert Einstein. En 1732, publicó Alciphron, una apologética] cristiana contra los librepensadores, y en 1734, publicó El analista, una crítica de los fundamentos del cálculo, que influyó en el desarrollo de las matemáticas.
El interés por la obra de Berkeley aumentó después de la Segunda Guerra Mundial porque abordó muchas de las cuestiones de mayor interés para la filosofía del siglo XX, como los problemas de la percepción, la diferencia entre cualidades primarias y secundarias y la importancia del lenguaje.

## Biografía
Berkeley nació en Dysert, cerca de Thomastown, [Irlanda]. Fue el hijo mayor de William Berkeley, miembro de la familia nobiliaria de Berkeley. Recibió su educación en el Kilkenny College, y asistió a las clases del Trinity College de Dublín, donde acabó sus estudios en 1707. Permaneció en el Trinity College hasta lograr un título de profesor de Griego. Su primera publicación fue de carácter matemático, pero la primera que le ganó notoriedad fue su Ensayo hacia una nueva teoría de la visión, publicado en 1709. Aunque levantó mucha polémica en su momento, sus conclusiones forman parte en la actualidad de la óptica. En 1710 publicó el Tratado sobre los principios del conocimiento humano y en 1713 los Tres diálogos entre Hylas y Philonus, en los que desarrolló su sistema filosófico, cuyo principio fundamental es que «ser es ser percibido o percibir». El Tratado es una exposición, mientras que los diálogos constituyen su defensa. Uno de sus objetivos principales fue combatir el materialismo, teoría dominante en su época según la cual existe la substancia material.
Poco después visitó Inglaterra donde fue recibido por Addison, Pope y Steele. En el periodo entre 1714 y 1720 alternó sus trabajos académicos con viajes por Europa. En 1721 recibió un doctorado en teología, y decidió permanecer en el Trinity College de Dublín dando clases de Teología y Hebreo. En 1724 se le hizo deán de Derry.
En 1725 se embarcó en un proyecto de fundar una escuela en las islas Bermudas para los misioneros de las colonias, dejando el deanato que le reportaba unos ingresos de 1100£ por un salario de 100£. Desembarcó cerca de Newport (Rhode Island), donde compró una plantación. El 4 de octubre de 1730, Berkeley compró «un negro llamado Philip de aproximadamente catorce años». El 11 de junio de 1731, «el deán Berkeley bautizó a tres de sus negros como Philip, Anthony y Agnes Berkeley»
Los sermones de Berkeley explicaban a los colonizadores que el cristianismo permitía la esclavitud, y en consecuencia los esclavos debían ser bautizados: «sería una ventaja para sus negocios (de los patrones) tener esclavos que deban "obedecer en todo a sus patrones desde las entrañas, no solo cuando les observan, sino de todo corazón, temerosos de Dios"; que la libertad del evangelio concuerda con la servidumbre temporal, y que todos sus esclavos solo serán mejores esclavos siendo cristianos».
Vivió en la plantación mientras aguardaba a que llegaran los fondos para su escuela. Sin embargo, estos fondos no parecían ir a llegar pronto, así que en 1732 volvió a Londres. En 1734 fue designado obispo de Cloyne. Poco después publicó Alciphron, o el filósofo insignificante, contra Shaftesbury, y en 1734-1737 The Querist. Sus últimas publicaciones fueron Siris, un tratado sobre las virtudes medicinales de la infusión de resina de pino, y Further thoughts on tar-water (más pensamientos acerca de la infusión de resina de pino).
Permaneció en Cloyne hasta 1752, fecha en la que se retiró y se fue vivir con su hijo a Oxford.

## Contribuciones
Fue el hijo mayor de William Berkeley, miembro de la familia nobiliaria de Berkeley. Recibió su educación en el Kilkenny College, y asistió a las clases del Trinity College de Dublín, donde acabó sus estudios en 1707. Permaneció en el Trinity College hasta lograr un título de profesor de Griego. Su primera publicación fue de carácter matemático, pero la primera que le ganó notoriedad fue su Ensayo hacia una nueva teoría de la visión, publicado en 1709. Aunque levantó mucha polémica en su momento, sus conclusiones forman parte en la actualidad de la óptica. En 1710 publicó el Tratado sobre los principios del conocimiento humano y en 1713 los Tres diálogos entre Hylas y Philonus, en los que desarrolló su sistema filosófico, cuyo principio fundamental es que «ser es ser percibido o percibir». El Tratado es una exposición, mientras que los diálogos constituyen su defensa. Uno de sus objetivos principales fue combatir el materialismo, teoría dominante en su época según la cual existe la sustancia material. 
Poco después visitó Inglaterra donde fue recibido por Addison, Pope y Steele. En el periodo entre 1714 y 1720 alternó sus trabajos académicos con viajes por Europa. En 1721 recibió un doctorado en teología, y decidió permanecer en el Trinity College de Dublín dando clases de Teología y Hebreo. En 1724 se le hizo deán de Derry.
En 1725 se embarcó en un proyecto de fundar una escuela en las islas Bermudas para los misioneros de las colonias, dejando el deanato que le reportaba unos ingresos de 1100£ por un salario de 100£. Desembarcó cerca de Newport (Rhode Island), donde compró una plantación. El 4 de octubre de 1730, Berkeley compró «un negro llamado Philip de aproximadamente catorce años». El 11 de junio de 1731, «el deán Berkeley bautizó a tres de sus negros como Philip, Anthony y Agnes Berkeley»1
Los sermones de Berkeley explicaban a los colonizadores que el cristianismo permitía la esclavitud, y en consecuencia los esclavos debían ser bautizados: «sería una ventaja para sus negocios (de los patrones) tener esclavos que deban "obedecer en todo a sus patrones desde las entrañas, no solo cuando les observan, sino de todo corazón, temerosos de Dios"; que la libertad del evangelio concuerda con la servidumbre temporal, y que todos sus esclavos solo serán mejores esclavos siendo cristianos».2
Vivió en la plantación mientras aguardaba a que llegaran los fondos para su escuela. Sin embargo, estos fondos no parecían ir a llegar pronto, así que en 1732 volvió a Londres. En 1734 fue designado obispo de Cloyne. Poco después publicó Alciphron, o el filósofo insignificante, contra Shaftesbury, y en 1734-1737 The Querist. Sus últimas publicaciones fueron Siris, un tratado sobre las virtudes medicinales de la infusión de resina de pino, y Further thoughts on tar-water (más pensamientos acerca de la infusión de resina de pino).

### Inglaterra y Europa
Poco después, Berkeley visitó Inglaterra y fue recibido en el círculo de Addison, Pope y Steele. En el período comprendido entre 1714 y 1720, intercaló sus esfuerzos académicos con períodos de extensos viajes por Europa, incluyendo uno de los Grand Tours más extensos a lo largo y ancho de Italia jamás emprendidos. En 1721, tomó las  Sagradas órdenes en la Iglesia de Irlanda, doctorándose en Divinidad, y una vez más optó por permanecer en el Trinity College de Dublín, dando clases esta vez de Divinidad y de hebreo. En 1721/2 fue nombrado decano de Dromore y, en 1724, decano de Derry.
En 1723, tras su violenta disputa con Jonathan Swift, que había sido su íntimo amigo durante muchos años, Esther Vanhomrigh (para quien Swift había creado el apodo de "Vanessa") nombró a Berkeley su coheredero junto con el abogado Robert Marshall; su elección de legatarios causó bastante sorpresa, ya que no conocía bien a ninguno de los dos, aunque Berkeley de muy joven había conocido a su padre. Swift dijo generosamente que no le guardaba rencor a Berkeley por su herencia, gran parte de la cual se esfumó en un pleito en cualquier caso. La historia de que Berkeley y Marshall hicieron caso omiso de una condición de la herencia según la cual debían publicar la correspondencia entre Swift y Vanessa es probablemente falsa.
En 1725, comenzó el proyecto de fundar un colegio en Bermudas para formar ministros y misioneros en la colonia, en pos del cual renunció a su decanato con sus ingresos de 1100 libras.

### Matrimonio y América
En 1728 se casó con Anne Forster, hija de John Forster, Presidente del Tribunal Supremo irlandés, y su primera esposa Rebecca Monck. A continuación se marchó a América con un sueldo de 100 libras anuales. Desembarcó cerca de Newport (Rhode Island), donde compró una plantación en Middletown la famosa "Whitehall". Berkeley compró a varios esclavos africanos para que trabajaran en la plantación. Se ha afirmado que "introdujo el palladianismo en América tomando prestado un diseño de los Diseños de Iñigo Jones de [William] Kent para la puerta de su casa en Rhode Island, Whitehall" También llevó a Nueva Inglaterra a John Smibert, el artista escocés que "descubrió" en Italia, y que generalmente se considera el padre fundador del retrato americano. Mientras tanto, trazó los planos de la ciudad ideal que pensaba construir en las Bermudas. Vivió en la plantación mientras esperaba que llegaran los fondos para su universidad. Los fondos, sin embargo, no llegaron. "Con la retirada de Londres de sus propias energías persuasivas, la oposición cobró fuerza; y el Primer Ministro, Walpole se volvió cada vez más escéptico y tibio. Por fin quedó claro que la esencial subvención parlamentaria no llegaría" y en 1732 abandonó América y regresó a Londres.
Él y Anne tuvieron cuatro hijos que sobrevivieron a la infancia: Henry, George, William y Julia, y al menos otros dos hijos que murieron en la infancia. La muerte de William en 1751 fue un gran motivo de dolor para su padre.

### Episcopado en Irlanda
Berkeley fue nombrado Obispo de Cloyne en la Iglesia de Irlanda el 18 de enero de 1734. Fue consagrado como tal el 19 de mayo de 1734. Fue obispo de Cloyne hasta su muerte el 14 de enero de 1753, aunque falleció en Oxford.

### Trabajo humanitario
Mientras vivía en Saville Street, en Londres, participó en los esfuerzos para crear un hogar para los niños abandonados de la ciudad. El Foundling Hospital fue fundado por cédula real en 1739, y Berkeley figura como uno de sus gobernadores originales.